# Rogowoje (obwód kurski)
Rogowoje (ros. Роговое) – wieś (sieło) w Rosji, w obwodzie kurskim, w rejonie manturowskim. W 2010 liczyła 369 mieszkańców.